# Мануель Альварес Хіменес
Мануель Альварес Хіменес (ісп. Manuel Álvarez Jiménez, 23 травня 1928 — 1998) — чилійський футболіст, що грав на позиції захисника за клуб «Універсідад Католіка», а також національну збірну Чилі. Дворазовий чемпіон Уругваю. Футболіст 1952 року в Чилі.

## Клубна кар'єра
У футболі дебютував 1946 року виступами за команду «Універсідад Католіка», кольори якої і захищав протягом усієї своєї кар'єри гравця. 

## Виступи за збірну
1947 року дебютував в офіційних матчах у складі національної збірної Чилі. Протягом кар'єри у національній команді провів у її формі 41 матч, забивши 1 гол.
У складі збірної був учасником п'ятьох чемпіонатів Південної Америки: 1947 року в Еквадорі, 1953 року в Перу, 1955 року в Чилі, 1956 року в Уругваї, 1959 року в Аргентині.
У складі збірної був учасником чемпіонату світу 1950 року у Бразилії, де зіграв з Англією (0-2), Іспанією (0-2) і США (5-2).
Помер у 1998 році на 70-му році життя.

## Титули і досягнення
- Чемпіон Уругваю (2):

«Універсідад Католіка»: 1949, 1954
- Срібний призер Чемпіонату Південної Америки: 1955, 1956